# دان

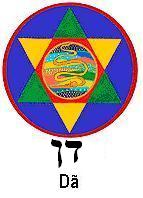
نشان درفش سبط دان افعی‌است.

دان (عبری:דָּן به معنی «داور») پنجمین پسران یعقوب بود که بلهه برای او زایید. دان یک پسر به نام حوشیم داشت. یعقوب در مورد دان چنین پیشگویی کرد: «دان قوم خود را داوری خواهد کرد، چون یکی از اسباط اسرائیل، دان ماری خواهد بود به‌سر راه؛ و افعی بر کنار راه که پاشنه اسب را بگزد تا سوارش از عقب افتد.» موسی به دان به عنوان شیربچه‌ای که از باشان می‌پرد اشاره کرده‌است.